# Preston (Yorkshire del Este)
Preston es una localidad situada en el condado de Yorkshire del Este, en Inglaterra (Reino Unido), con una población estimada, a mediados de 2019, de 2146 habitantes.
Se encuentra ubicada al este de la región Yorkshire y Humber, cerca de la costa del mar del Norte, del estuario del Humber y de las ciudades de Kingston upon Hull y Beverley —la capital del condado—.